# Charles Claude Flahaut de La Billarderie
Charles Claude Flahaut de La Billarderie, conte d'Angiviller (Saint-Remy-en-l'Eau, 1730 – Altona, 1809), è stato un militare e politico francese.

## Biografia
Figlio di Charles César Flahaut de la Billarderie, marchese della Billarderie, fratello di Charles François Flahaut de la Billarderie (1726-1793), sotto Luigi XV, il conte d'Angiviller iniziò una brillante carriera militare che lo portò sino al grado di maresciallo di campo.
Amico personale di Luigi XVI, all'avvento al trono di quest'ultimo nel 1774, fu nominato direttore generale dei Bâtiments, Arts, Jardins et Manufactures de France mostrando energia e  discernimento. Incoraggiò il neoclassicismo e fu uno dei principali introduttori dello style à l'antique in Francia, non esitando a ordinare a Jacques-Louis David, nel 1784,  Le Serment des Horaces.
Appassionato d'urbanistica, applicò i principi dell'allineamento delle antiche città a Versailles con il quartiere di Clagny, costituito da isolati molto regolari intorno ai boulevard du Roi e della Reine. Per il nuovo Teatro Francese
(l'attuale Teatro dell'Odéon), sostenne il progetto di teatro a forma di tempio greco degli architetti Marie-Joseph Peyre e Charles De Wailly.
Si sforzò di rinnovare la pittura storica comandando a dei pittori come Nicolas Brenet o François Vincent grandi composizioni che esaltassero le glorie nazionali come Henri IV faisant entrer des vivres dans Paris (dipinto da Vincent, 1783, Museo del Louvre). Nello stesso modo, tra il 1776 e il 1787, ordinò un'importante serie di sculture di grandi dimensioni dei grandi uomini francesi ai principali scultori del tempo: Jean-Antoine Houdon, Augustin Pajou, Louis-Simon Boizot, Jean Joseph Foucou, Félix Lecomte ecc..
Vicino agli ambienti filosofici, aiutò madame Necker a costituire il suo salotto letterario inviandole per assisterla la sua amica la baronne de Marchais, che egli sposò nel 1781.
Dopo la chiusura della galerie du Luxembourg nel 1779, il conte d'Angiviller decise di utilizzare la grande galleria del Louvre per esporre i quadri della collezione reale così come le opere che saranno acquistate appositamente. Affidò all'architetto Jacques-Germain Soufflot il progetto che prefigurava il museo del Louvre e che non poté essere realizzato prima della Rivoluzione francese. Si ebbe giusto il tempo di distruggere la volta incompiuta di Nicolas Poussin, per il pericolo che presentava in caso d'incendio.
In compenso, d'Angiviller poté condurre un'ambiziosa politica di acquisizioni in questa prospettiva, fino a che le necessità della guerra d'indipendenza americana prosciugarono i fondi: acquistò i principali capolavori europei che apparvero sul mercato, ma anche tele di minor importanza, cercando di colmare le lacune delle scuole nazionali di collezioni reali, non senza promuovere gli artisti francesi. Intraprese ugualmente un vasto programma di restauro delle collezioni.
Appassionato d'arte e di scienza, costituì un superbo gabinetto di mineralogia, che legò nel 1781 al Jardin des Plantes.
Accusato di dilapidare i denari pubblici, emigrò nel 1790 e terminò la sua vita in un convento in Germania nel 1809.